# 法醫研究所 (香港電台)
《法醫研究所》（英文 :  Forensic Institute ）是香港電台第一台2019年最新節目，梁榮忠，李衍蒨及黃家昇聯合主持，法醫人類學家李衍蒨與梁榮忠每星期以自身工作經歷介紹法醫職責及討論死亡，加上每集都有不同主題的死亡探討及大型事故的死亡故事。
法醫研究所逢星期六晚上九時至十時，香港電台第一台播放。

## 外部連結
- 香港電台第一台 法醫研究所 節目網頁 （页面存档备份，存于）

| 前一節目： 教學有心人 | 法醫研究所 香港電台第一台節目 星期六晚上9時至10時 | 下一節目： 晚間新聞天地 |